# 石見翔子
石見 翔子（いわみ しょうこ、3月19日 - ）は、日本の漫画家。福井県出身。女性。
様々なゲームのアンソロジーコミックを執筆の後、2004年に『まんがタイムきららMAX』（芳文社）へ誘われ、初のオリジナル作となる『スズナリ!』を連載。

## 作品リスト

### 漫画作品

#### 連載
- スズナリ!（『まんがタイムきららMAX』2004年11月号〈創刊号〉 - 2007年5月号）
- かなめも[2]（『まんがタイムきららMAX』2007年6月号 - 2013年12月号）
- flower＊flower（『コミック百合姫S』Vol.1 - Vol.14） - 廃刊に伴い連載終了。
- Flyable Heart（原作：ユニゾンシフト、『電撃G's Festival! COMIC』vol.5 - vol.32）
- 千本桜（原曲：黒うさP/WhiteFlame、原作・キャラクターデザイン：一斗まる、『MIKU-Pack music & artworks feat.初音ミク』連載）
  - 千本桜 -大正百年帝都桜京 -（原曲：黒うさP/WhiteFlame、原作・キャラクターデザイン：一斗まる、『ヤングガンガン』2016年21号 - 2017年21号）
- ま5（『ヤングガンガン』2013年17号 - 2014年13号）
- しょーがくせいのあたまのなか（『まんがタイムきららMAX』2014年6月号 - 2017年11月号）
- 無職転生～ロキシーだって本気です～（原作：理不尽な孫の手、『ComicWalker』2017年12月21日 - 2023年7月14日）
- 死ぬ運命にある悪役令嬢の兄に転生したので、妹を育てて未来を変えたいと思います 〜世界最強はオレだけど、世界最カワは妹に違いない〜（原作：泉里侑希、キャラクター原案：タムラヨウ、『コミックガルド』2025年3月14日[3] - ）

#### 読み切り
- 『Saint October』のアンソロジー寄稿作品（『Saint October ロリ見参！超公式アンソロジーコミック』2007年）
- 『ドラゴンシャドウスペル』のアンソロジー寄稿作品（『ドラゴンシャドウスペル アンソロジーコミック』2007年）
- ぐるぐるぐる（原作：蒼樹うめ、『ひだまりスケッチ アンソロジーコミック』2巻、2007年） - 『ひだまりスケッチ』のアンソロジー寄稿作品。
- ぐるぐる（『まんがライフオリジナル』2008年3月号）
- 『けいおん！』のアンソロジー寄稿作品（原作：かきふらい、『けいおん！アンソロジーコミック』1巻、2009年）
- わすれんぼ大王（原作：かきふらい、『けいおん！アンソロジーコミック』3巻、2010年） - 『けいおん！』のアンソロジー寄稿作品。
- 『三者三葉』のアンソロジー寄稿作品（原作：荒井チェリー、『三者三葉アンソロジーコミック 1』2016年）

### 書籍
- 『スズナリ!』、芳文社〈まんがタイムKRコミックス〉2006年 - 2007年、全2巻
- 『かなめも』、芳文社〈まんがタイムKRコミックス〉2008年 - 2013年、全6巻
- 『flower＊flower』、一迅社〈百合姫コミックス〉2009年 - 2010年、全2巻、未完
- 『Flyable Heart』、原作：ユニゾンシフト、KADOKAWA（旧・アスキー・メディアワークス）〈電撃コミックス〉2010年 - 2013年、全3巻
- 『千本桜』、原曲：黒うさP/WhiteFlame、原作・キャラクターデザイン：一斗まる、KADOKAWA〈電撃コミックスNEXT〉2016年、全2巻
- 『千本桜 -大正百年帝都桜京 -』、原曲：黒うさP/WhiteFlame、原作・キャラクターデザイン：一斗まる、スクウェア・エニックス〈ヤングガンガンコミックス〉2017年、全2巻
- 『しょーがくせいのあたまのなか』、芳文社〈まんがタイムKRコミックス〉2017年、全2巻
- 『無職転生～ロキシーだって本気です～』、原作：理不尽な孫の手、KADOKAWA〈MFC〉2018年 - 2023年、全12巻
- 『死ぬ運命にある悪役令嬢の兄に転生したので、妹を育てて未来を変えたいと思います 〜世界最強はオレだけど、世界最カワは妹に違いない〜』、原作：泉里侑希、キャラクター原案：タムラヨウ、オーバーラップ〈ガルドコミックス〉2025年 - 既刊1巻（2025年5月25日現在）

### その他
- 女の子のナイショの話（アンソロジーコミック、2011年）イラストコラム